# Natalia Naryszkina
Natalia Kiriłłowna Naryszkina, ros. Наталья Кирилловна Нарышкина (ur. 22 sierpnia?/1 września 1651, zm. 25 stycznia?/4 lutego 1694 w Moskwie) – caryca Rosji w latach 1671-1676 jako druga żona cara Aleksego I Romanowa, matka cara Piotra I Wielkiego.

## Życiorys

### Pochodzenie i rodzina
Urodziła się jako córka bojara Kiriłła Połujektowicza Naryszkina i jego żony Anny Leontiewnej Leontiewej. Jej ojciec był biednym szlachcicem, szerzej nieznanym w Rosji. Miała kilku braci, m.in. Lwa, Iwana i Afanasija. Lew Kiriłłowicz Naryszkin był w latach 1697–1699 ministrem spraw zagranicznych Rosji. 
Wychowywała się u Artamona Matwiejewa, naczelnika prikazu poselskiego. Była wysoka, miała ciemne oczy i cechowała ją skromność. U Matwiejewa poznał ją car Aleksy I, jednak dla zachowania pozorów we wrześniu 1670 r. odbył się casting na nową żonę carycę. 

### Caryca Rosji
22 stycznia?/1 lutego 1671 poślubiła owdowiałego 3 marca?/13 marca 1669 po śmierci carycy Marii Miłosławskiej cara Rosji Aleksego I, zostając jego drugą żoną. Była 22 lata młodsza od męża. Para miała troje dzieci – syna i dwie córki.
- Dzieci Natalii i Aleksego[a]:

1. Piotr Aleksiejewicz (ur. 30 maja 1672, zm. 28 stycznia 1725) – przyszły car, a następnie cesarz Rosji Piotr I Wielki.
2. Natalia Aleksiejewna (ur. 22 sierpnia 1673, zm. 18 czerwca 1716) – nie wyszła za mąż,
3. Fiodora Aleksiejewna (ur. 4 września 1674, 28 listopada 1677).

Ojcostwo cara Aleksego było kwestionowane na dworze carskim, gdyż dzieci urodzone przez Natalię były wyjątkowo wysokie, ładne i zdrowe, w przeciwieństwie do carewiczów i carówien których matką była jej poprzedniczka. Natalię podejrzewano o romans z patriarchą Nikonem i dworzaninem Tichonem Striechniewem, którego sam Piotr, już jako dorosły człowiek, zapytał wprost, czy jest jego biologicznym ojcem. Car Aleksy nie zwracał uwagi na plotki o żonie. 
Nowej żonie Aleksego był niechętny ród Miłosławskich oraz najstarsze córki Aleksego: Zofia i Marfa.
Natalia jako caryca zaczęła przejawiać ambicje polityczne i chciała mieć wpływ na politykę kraju. Została wdową w nocy z 29 na 30 stycznia 1676 r. Na tron wstąpił syn Aleksego i jego pierwszej żony Marii, niepełnosprawny Fiodor III. Natalia i jej stronnicy próbowali dokonać przewrotu pałacowego, lecz bezskutecznie.

### Pod rządami Fiodora III
Wraz z rozpoczęciem rządów przez Fiodora na dwór carski powrócili Miłosławscy, którym przewodziła carówna Zofia. Rodzina cara zaczęła korzystać ze swoich wpływów rozprawiając się z wrogami. W wyniku ich działań Matwiejew został zesłany na Syberię, bracia Natalii - Iwan i Afanasij - zostają osadzeni w więzieniu nad rzeką Woroneż; dodatkowo Iwan był torturowany. Sama caryca-wdowa wraz z synem trafia do klasztoru w Preobrażenskoje. 

### Regentka
Po bezpotomnej śmierci Fiodora III w kwietniu 1682 r. nastąpił spór o sukcesję. Stronnicy Miłosławskich, których liderką nadal była Zofia, popierali naturalnego kandydata (zgodnie z zasadami starszeństwa) tj. Iwana, najmłodszego z synów Aleksego i Marii. Natalia Naryszkina i jej zwolennicy (m.in. Dołgoruccy, Szeriemietiewowie, dalsza rodzina Wasyla Golicyna - kochanka Zofii) z uwagi na upośledzenie przyszłego cara forsowali kandydaturę 10-letniego Piotra, bardzo dojrzałego i silnego jak na swój wiek syna Aleksego i Natalii. 
Sobór ziemski pod wpływem patriarchy Joachima wybrał Piotra na cara Rosji i ustanowił jego matkę regentką na czas jego małoletności. Natalia triumfowała, lecz Zofia nie zamierzała się poddać i rozpowszechniała plotki o nieprawym pochodzeniu Piotra oraz przestrzegała przed objęciem rzeczywistej władzy przez któregoś z braci regentki. 
Regencja Natalii trwała jedynie miesiąc. Zofia przeprowadziła zamach stanu i strąciła przyrodniego brata z tronu; podczas trwających walk Natalia straciła kilku przedstawicieli swojej rodziny, w tym dwóch braci: Afanasija i Iwana. Przestraszona Natalia wydała buntownikom swego brata aby położyć kres krwawemu przewrotowi. Zakończeniem konfliktu była wspólna koronacja Iwana i Piotra na "cara pierwszego" i "cara drugiego" pod regencją Zofii.

### Wygnanie
Natalia, której stronnicy ucierpieli lub zostali zabici podczas przewrotu pałacowego, nie miała żadnego wpływu na rządy; została zmuszona do poddania się woli Zofii.  Wygnano ją wraz z Piotrem niedaleko Moskwy - do wsi Prieobrażenskoje. Z dworu carskiego otrzymywała minimalne środki na utrzymanie i często musiała prosić o wsparcie finansowe. 

### Ostatnie lata życia
W drugiej połowie 1689 r. Piotr zdołał pozbawić władzy Zofię i zamknąć w klasztorze. Podczas nieobecności cara Natalia sprawowała rządy przy wsparciu patriarchy Joachima i Dumy Bojarskiej. Z jej woli Piotr poślubił Eudoksję Łopuchinę. 
Pod koniec 1693 r. Natalia ciężko zachorowała. Zmarła 25 stycznia 1694 r.
Pochowana została w monasterze Wniebowstąpienia Pańskiego w Moskwie.